# Igreja de Santo Estêvão dos Búlgaros
A Igreja de Santo Estêvão dos Búlgaros ou Igreja Búlgara de Santo Estêvão (em búlgaro: Църква „Свети Стефан“; em turco: Sveti Stefan Kilisesi), também conhecida como Igreja Búlgara de Ferro, é uma igreja ortodoxa búlgara situada em Istambul, Turquia, entre os bairros de Fener e Balat, no distrito de Fatih, na margem sul do Corno de Ouro. É famosa principalmente por ser construída em ferro fundido. É a principal igreja da pequena minoria búlgara da cidade e foi consagrada em 8 de setembro de 1898.
Além de Santo Estêvão, há outra igreja búlgara em Istambul: a Igreja de São Demétrio, em Feriköy (distrito de Şişli).

## Descrição
Em termos arquitetónicos, o edifício apresenta influências neogóticas e neobarrocas. Ricamente ornamentada, a igreja tem a forma de uma basílica em cruz com três cúpulas. O altar está virado para o Corno de Ouro e acima do nártex ergue-se um campanário com 40 metros de altura e seis sinos, os quais foram fundidos na cidade russa de Iaroslavl.

## História
Até ao século XIX, os búlgaros do Império Otomano usavam as igrejas gregas dependentes do Patriarcado Ecumênico de Constantinopla, cuja sede ainda hoje se encontra nas proximidades, no bairro de Fener (em grego: Fanar). Devido às movimentações nacionalistas, os búlgaros foram autorizados a criar uma igreja autónoma, o Exarcado Búlgaro.
Os búlgaros começaram por converter uma casa doada pelo estadista otomano búlgaro Stefan Bogoridi numa pequena igreja de madeira situada na margem do Corno de Ouro entre as praças de Balat e Fener, onde se ergue a igreja atual. Essa igreja foi inaugurada a 9 de outubro de 1849 e tornou-se um lugar importante do "Renascimento Búlgaro". O decreto imperial otomano de 28 de fevereiro de 1870 que estabelecia o Exarcado Búlgaro foi lido pela primeira vez na igreja.
A igreja de madeira foi muito danificada por um fogo, o que levou à construção de um novo e maior edifício no seu lugar. Optou-se por uma estrutura em ferro por se considerar mais adequada para os terrenos moles do local do que uma em alvenaria. Há uma versão mais folclórica para a igreja ser em ferro: o sultão Abdulazize estava renitente em autorizar a construção da igreja, pelo que impôs como condição ela ser construída em apenas um mês.
Os planos de construção foram preparados por Hovsep Aznavur, um arménio de origem istambulita. Foi organizado um concurso internacional para produzir as partes pré-fabricadas da igreja, o qual foi ganho por uma empresa austríaca, a "Rudolf Ph. Wagner". As partes pré-fabricadas, cujo peso total é de 500 toneladas, foram produzidas em Viena entre 1893 e 1896 e transportadas para Istambul por navio através do Danúbio e do Mar Negro.
Depois de um ano e meio de obras, a igreja foi finalizada em 1898 e inaugurada pelo exarca José a 8 de setembro desse ano. A estrutura principal da igreja é de aço e coberta por placas de metal. Todas as peças foram soldadas ou ligadas com porcas, parafusos ou rebites. A montagem das peças ficou pronta a 14 de julho de 1896, mas a igreja não abriu imediatamente pois constatou-se que o iconostácio tinha sido construído como um altar católico. O arquiteto Hovsep Aznavur e o secretário do Exarcado, Atanas Shopov, foram então enviados a Moscovo onde encomendaram um novo iconostácio ao mestre da corte Nikolay Alekseevich Ahapkin. Os ícones foram são da autoria do pintor moscovita Lebedev.
Santo Estêvão foi o produto das experiências do século XIX com igrejas construídas com peças pré-fabricadas. Os britânicos inventaram o ferro ondulado em 1829, construiram igrejas portáteis de ferro para enviarem para colónias distantes como a Austrália. O engenheiro francês Gustave Eiffel, criador da Torre Eiffel, desenhou igrejas de ferro que foram enviadas para locais tão distantes como o Peru ou as Filipinas (por exemplo: a Basílica Menor de San Sebastián, em Manila). Atualmente a Igreja de Santo Estêvão é uma das únicas igrejas pré-fabricadas em ferro fundido ainda existentes (única, segundo algumas fontes).
Em 27 de dezembro de 2010, dia de Santo Estêvão, foi realizada uma missa comemorativa do santo e da cobertura da cúpula com folhas de ouro, uma obra financiada pelos búlgaros de Plovdiv. Assistiram à missa diversos dignitários da Igreja Búlgara, como o metropolita de Vratsa e o Primeiro Secretário do Santo Sínodo Búlgaro.
Em julho de 2011, a municipalidade de Istambul anunciou que no mês seguinte iriam começar obras de restauro na igreja, as quais passarão pela limpeza, arranjo do telhado e pela reposição de ornamentos desaparecidos da fachada com réplicas fiéis dos originais.

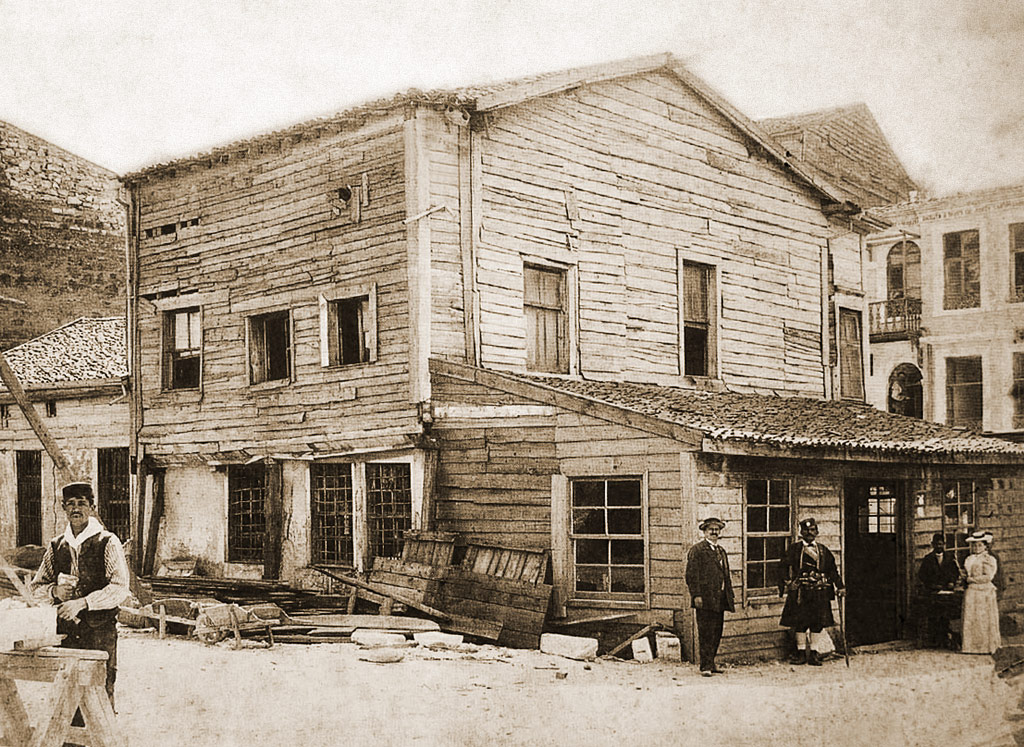
A casa de madeira doada por Stefan Bogoridi que foi convertida na igreja que antecedeu a atual
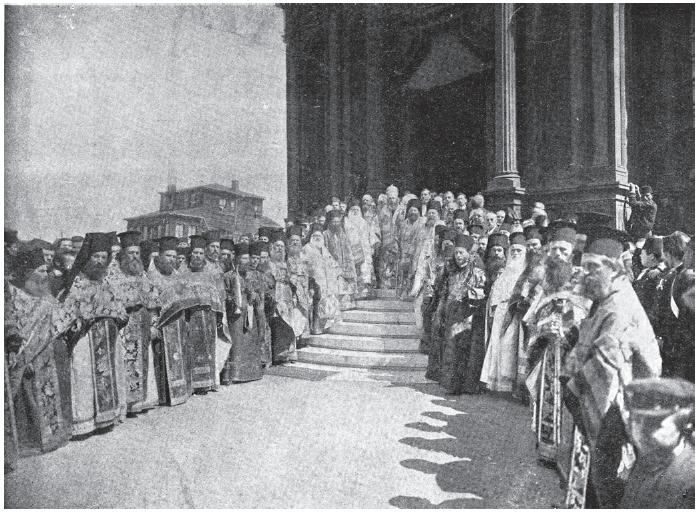
Inauguração da igreja em 1897
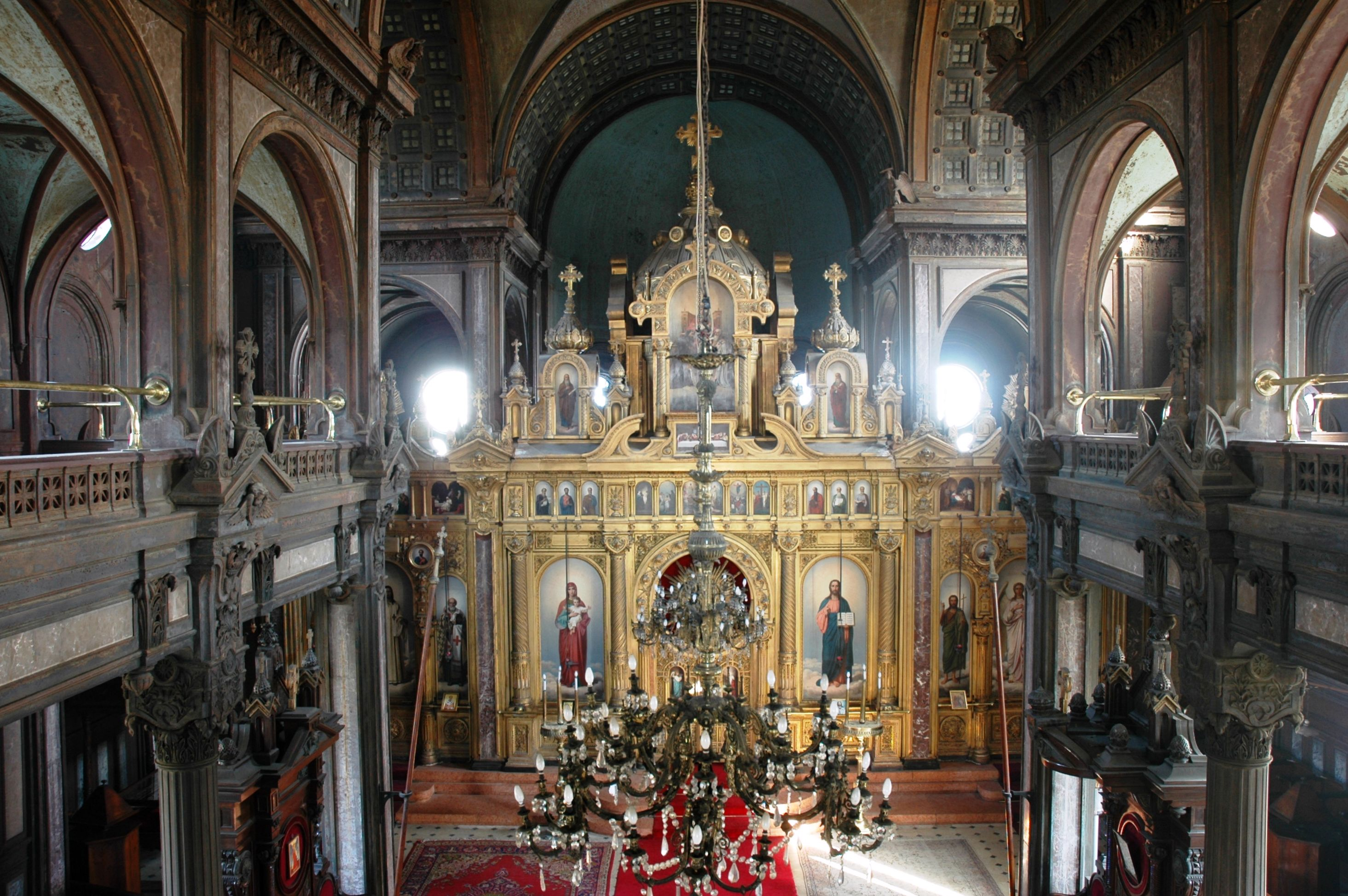
Interior da igreja
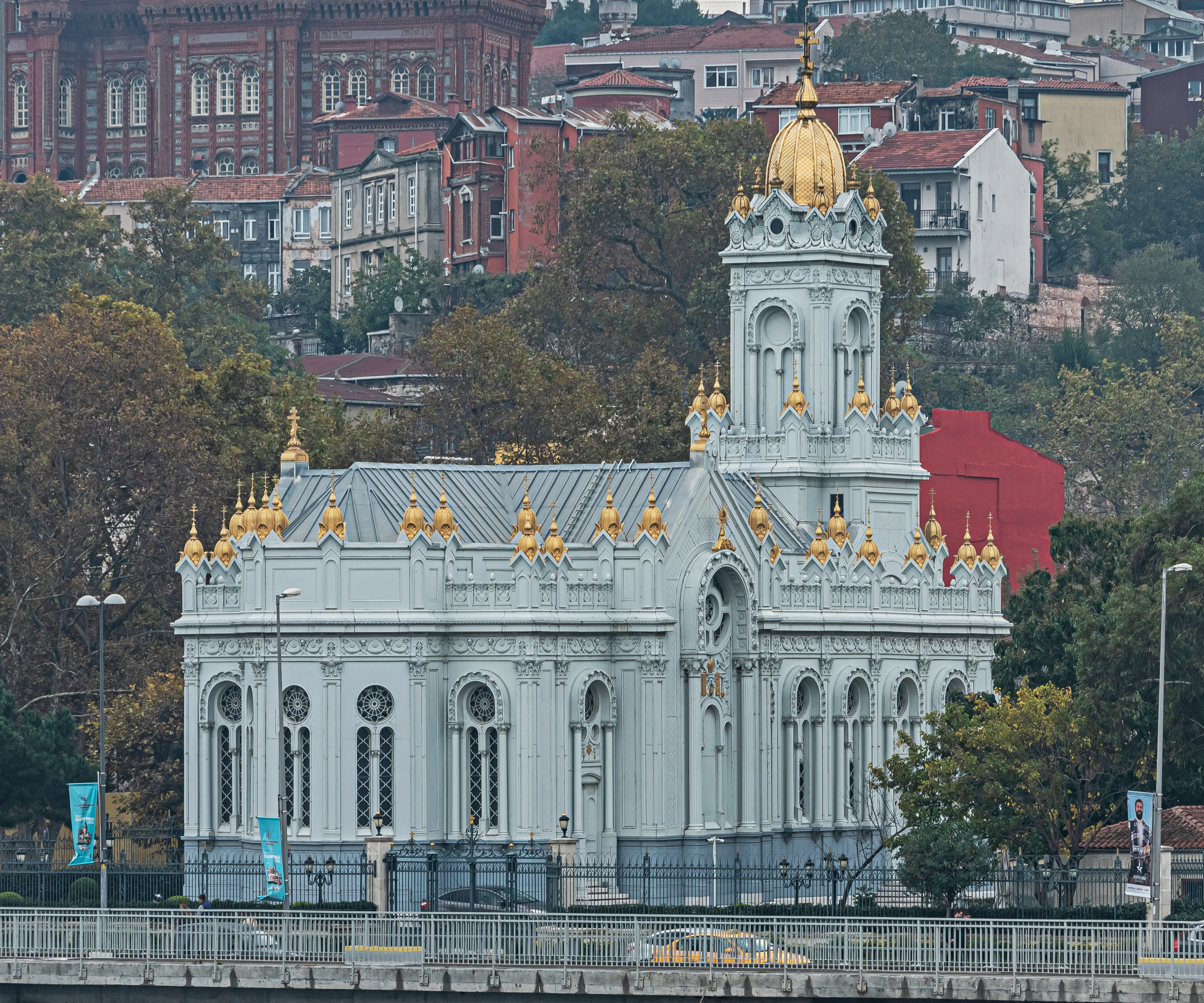
A igreja vista do Corno de Ouro